# Peperomia lanosa
Peperomia lanosa är en pepparväxtart som beskrevs av William Trelease. Peperomia lanosa ingår i släktet peperomior, och familjen pepparväxter. Inga underarter finns listade i Catalogue of Life.